# Dzięki (album)
Dzięki – drugi album studyjny piosenkarza reggae - Juniora Stressa wydany w 2012 roku. Na płycie znajduje się 17 piosenek, gościnnie udzielali się: DJ OK, Jacek Warszawa, Ignatz-I, Kazan, Sinsen, DJ Feel-X, Ania Mrożek, Siostra Mariola, Pablo 27, Ola Mothashipp i Cheeba. Album został nagrany wraz z udziałem zespołu Sun EL BAND.

## Lista utworów
1. Intero
2. Dzięki
3. Spieszmy się
4. Pani Irenko
5. Duch
6. Od Dawna (gościnnie: SinSen, Pasterz, Ignatz-I, DJ Feel-X, Ania Mrożek)
7. Ludzie już nie zniszczą nic
8. Wieś się niesie
9. Pier*** Amerykę
10. Kowale ludzkich losów
11. Polecane/Zalecane
12. Dancehall Masak-Rah (Psalm z Częstochowskiej) (gościnnie: Siostra Mariola, Pablo 27, Ola Mothashipp)
13. Do tej muzyki
14. Nie spodziewałbym się nigdy tego
15. Adrenalinah (gościnnie: Cheeba)
16. My to lwy
17. Nie spodziewałbym się nigdy tego (reggae remix)